# Сквілаче
Сквілаче (італ. Squillace, сиц. Schidaci) — муніципалітет в Італії, у регіоні Калабрія, провінція Катандзаро.
Сквілаче розташоване на відстані близько 490 км на південний схід від Рима, 15 км на південний захід від Катандзаро.
Населення — 3621 особа (2014).
Щорічний фестиваль відбувається 7 травня. Покровитель — Sant'Agazio.

## Демографія
Населення за роками:

Станом на 1 січня 2023 року в муніципалітеті офіційно проживали 162 іноземці з 33 країн, серед них 68 громадян країн Євросоюзу та 11 громадян України.

## Сусідні муніципалітети
- Амароні
- Борджа
- Джирифалько
- Монтауро
- Палерміті
- Сталетті
- Валлефьорита